# Virolay de Montserrat
El Virolay de Montserrat es un poema del siglo XIV o XV, de autor anónimo, dedicado a Montserrat que aparece en todas las antologías e historias montserratinas y que está considerado desde muy antiguo como una pequeña joya literaria. Este poema, que probablemente se cantaba comienza con el verso 

Aygla capdalt volant pus altament

 En el siglo XIX, mosén Jacinto Verdaguer compuso otro Virolay muy inspirado, para el que escribieron música los maestros Rodoreda, Palau, Alió y Más y Candi.